# Parc national du Mont Péko
Le parc national du Mont Péko est un parc national situé dans l'ouest de la Côte d'Ivoire, plus précisément dans la région de Duékoué entre les préfectures de Bangolo et Duékoué. Ce parc occupe une superficie de 34 000 ha.

## Histoire
Les parcs nationaux et réserves naturelles en Côte d'Ivoire ont été créés dans l'optique de préserver et de conserver les ressources forestières en leur état naturel.
Ce massif a été érigé en parc national par le décret 68-69 du 09 février 1968, en vue de protéger les sommets des monts Kahoué (967 m), péko (1002 m) et de préserver la faune et la flore de cette région, dans un but scientifique et éducatif.
Il est l'un des 8 parcs nationaux du pays et il tire son nom du mont Péko qui culmine à 833 m.

## Description
Ce magnifique site regorge de forêt primaire avec dômes granitiques et possède de belles cascades naturelle. Il est renommé pour sa végétation (flore de montagnes et de forêt primaire).
De climat équatorial, chaud et humide toute l'année, le parc appartient dans son ensemble au bassin versant du fleuve Sassandra. Sur le cours moyen du fleuve, de Buyo au pont de la route Man-Séguéla, la couverture forestière reste exceptionnelle sur la rive gauche du fleuve, avec la forêt classée du Haut-Sassandra.

## Faune
En dépit de la faible étendue du parc et de son encerclement par des terroirs villageois, la présence d'une faune encore riche en espèce dans le parc (dont de grands mammifères comme l'éléphant) semble montrer que le braconnage est resté pratiqué et « contrôlé » par les populations autochtones, pour une consommation locale.
Le parc possède une faune importante et variée, composée entre autres : d'éléphants, de panthères, de buffles, de céphalophes, de singes, de léopards etc. L'accès au parc est assuré par plusieurs pistes.
Le parc possède un certain nombre d'atouts avec son inselberg impressionnant et relativement facile d'accès. Ce parc national a été au fil du temps entièrement colonisé par la culture sauvage du cacao.

## Flore
Après plusieurs analyses quantitatives et qualitatives, les résultats trouvés indiquent que la végétation du parc national du mont Péko se subdivise en plusieurs niveaux. Les familles botaniques les plus présentes sont les Fabacées, ensuite les Rubiacées, les Malvacées et enfin les Moracées.